# نوک‌بزرگ سرخ‌وسیاه
نوک‌بزرگ سرخ‌وسیاه (نام علمی: Periporphyrus erythromelas) گونه‌ای از پرندگان تیرهٔ کاردینالان (Cardinalidae) شامل کاردینال‌ها یا نوک‌بزرگ‌های کاردینال است. در برزیل، گویان فرانسه، گویان، سورینام و ونزوئلا یافت می‌شود.